# Jean-Baptiste Colbert, marquis de Torcy

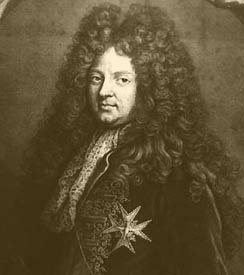
Jean-Baptiste Colbert de Torcy

Jean-Baptiste Colbert de Torcy (* 14. September 1665 in Paris; † 2. September 1746 ebenda) war ein französischer Diplomat und Außenminister unter König Ludwig XIV., sowie Neffe von Jean-Baptiste Colbert.
Er war der Sohn des Außenministers Charles Colbert und galt bereits als ambitionierter Jurastudent, bevor er seinem Vater bei dessen Amt assistierte. Der junge Colbert zeigte sich als talentiert auf dem Gebiet der Diplomatie, weshalb der König ihm den Titel eines marquis de Torcy gewährte und schon 1689 die Anwartschaft auf das Amt seines Vaters zusprach, was sich als glückliche Entscheidung erweisen sollte.
Torcy übernahm nach dem Tod seines Vaters, wie vorgesehen, dessen Ressort und war der geistige Vater der Friedensverträge von Rijswijk (1697), Utrecht (1713) und Rastatt (1714). Sein maßgebliches Interesse galt der Professionalisierung der Diplomatie. Zu diesem Zweck gründete er eine académie politique, mit dem Ziel, Fachspezialisten auszubilden. Diese Institution überlebte den Tod Ludwigs XIV. nicht, doch die Einrichtung eines Zentralarchivs für auswärtige Beziehungen (1710) war ein Erfolg, der für Historiker bis heute unschätzbar ist.
Obwohl Colbert de Torcy ein Experte mit großer Kompetenz war und das uneingeschränkte Vertrauen des Königs genossen hatte, entließ ihn der Regent Philipp d’Orléans nach dem Tod Ludwigs XIV. (1715) und Colbert zog sich aus der Politik zurück. Während seines „Ruhestands“ wurde er Mitglied des Salons Entresol, wo er gelegentlich mit Zeitgenossen die Außenpolitik Fleurys diskutierte. Dies fand meist in den Appartements des abbé Alary, an der Place Vendôme, statt.
Der Architekt Germain Boffrand erbaute im Pariser Faubourg Saint-Honoré zahlreiche Stadtpalais, von denen sich Torcy noch 1715 eines zulegte und es fortan unter dem Namen Hôtel de Torcy als Ruhesitz nutzte. Hier legte sich Colbert de Torcy eine umfangreiche Kunstsammlung zu und schrieb seine Mémoirs pour servir à l’histoire des négotiations depuis le Traité de Riswick jusqu’à la Paix d’Utrecht. Das Palais ist heute unter dem Namen Hôtel de Beauharnais bekannt und beherbergt die deutsche Botschaft in Paris.
1718 wurde er Ehrenmitglied der Académie royale des sciences.
Siehe auch Haus Colbert